# 水戶市立競技場
水戶市立競技場（日语：みとしりつきょうぎじょう）位於日本茨城縣水戶市，是一座兼具田徑與球類運動功能的綜合性體育場。該設施由水戶市所有，並由公益財團法人水戶市體育促進協會作為指定管理者負責營運與管理。
自2009年8月起，因茨城縣水戶市的Ks控股公司（日语：ケーズホールディングス）取得命名權，該體育場被冠名為「Ks電器水戶體育場」（日语：ケーズデンキスタジアムみと，簡稱「Ks體育場」）。
雖然該體育場常被簡稱為「水戶市陸」，但其正式名稱為「水戶市立競技場」，從未以「陸上競技場」為名儘管其具備田徑場的功能。

## 交通方式
公共交通
- JR東日本（常磐線、水郡線）與鹿島臨海鐵道大洗鹿島線的水戶站，距離體育場約9.2公里。
- 搭乘關東鐵道巴士「市立競技場」方向（僅於週六與假日每日運行1班）至終點站下車即達，或搭乘「植物公園」方向巴士（僅於平日每日運行3班）至終點站下車後步行15分鐘（約1.4公里）。
- 搭乘茨城交通巴士「Ks電器體育場」方向（僅於水戶蜀葵主辦比賽日運行）至終點站下車即達。
- 從常磐線赤塚站搭乘茨城交通巴士「Ks電器體育場」方向（僅於水戶蜀葵主辦比賽日運行）至終點站下車即達。

自駕車
- 從常磐自動車道的水戶交流道（水戸IC）出發，距離體育場約6.7公里。
- 體育場附設4個停車場，共可容納約1200輛車，且免費停車。然而，在水戶蜀葵比賽舉辦期間，周邊道路經常出現嚴重的交通堵塞。

## 外部連結
- 水戶市體育振興協會的競技場介紹 （页面存档备份，存于）
- 水戶蜀葵足球俱樂部的體育場指南 （页面存档备份，存于）